# Catala annulata
Catala annulata – gatunek pluskwiaków różnoskrzydłych z rodziny zajadkowatych i podrodziny Stenopodainae.

## Taksonomia
Gatunek opisany zostały przez Dominika Chłonda i Łukasza Junkierta na podstawie pojedynczego okazu samca z kolekcji Muzeum Historii Naturalnej w Paryżu.

## Opis
Ciało wydłużone i smukłe, brązowe, z żółtawą głową i poprzecznym żółtawym pasem przez środek corium. Przedplecze jednobarwne, ciemne. Kolce w podstawowej części tylnego płacie przedplecza długie i cienkie. Kolce przedniego płata przedplecza połowy długości wyrostka (kolca) scutellum. Półpokrywy dwubarwne. Odnóża żółtawe z ciemnobrązowymi wzorami i przepaskami. Błona jasna z kilkoma ciemnymi komórkami. Wszystkie segmenty czułków ze szczecinkami. 

## Występowanie
Gatunek ten jest endemitem Madagaskaru. Znany jedynie z Tlampolo w Toliarze.